# Гері Колдвелл
Гері Роберт Колдвелл (англ. Gary Robert Caldwell, нар. 12 квітня 1982, Стерлінг, Велика Британія) — шотландський футболіст, що грав на позиції захисника. По завершенні ігрової кар'єри — тренер. З 2018 року очолює тренерський штаб команди «Партік Тісл».
Виступав, зокрема, за клуби «Селтік» та «Віган Атлетік», а також національну збірну Шотландії.
Дворазовий чемпіон Шотландії. Володар Кубка Шотландії, Кубка шотландської ліги, Кубка Англії.

## Клубна кар'єра
Народився 12 квітня 1982 року в місті Стерлінг. Вихованець юнацьких команд футбольних клубів «Селтік» та «Ньюкасл Юнайтед».
У дорослому футболі дебютував 2001 року виступами за команду клубу «Дарлінгтон», в якій був в оренді. 
Згодом з 2002 по 2006 рік грав у складі команд клубів «Гіберніан», «Ковентрі Сіті», «Дербі Каунті» та «Гіберніан».
Своєю грою за останню команду привернув увагу представників тренерського штабу клубу «Селтік», до складу якого приєднався 2006 року. Відіграв за команду з Глазго наступні чотири сезони своєї ігрової кар'єри. Більшість часу, проведеного у складі «Селтіка», був основним гравцем захисту команди. За цей час двічі виборював титул чемпіона Шотландії.
2010 року переїхав до Англії у «Віган Атлетік», за який відіграв 5 сезонів.  Граючи у складі «Віган Атлетік» також здебільшого виходив на поле в основному складі команди. Завершив професійну кар'єру футболіста виступами «Віган Атлетік» у 2015 році.

### Статистика
Джерело:
| Сезон                  | Клуб                     | Ліга                   | Ліга   | Ліга   | Кубок           | Кубок           | Кубок Ліги              | Кубок Ліги              | Єврокубки | Єврокубки | Всього | Всього |
| Сезон                  | Клуб                     | Ліга                   | Матчі  | Голи   | Матчі           | Голи            | Матчі                   | Голи                    | Матчі     | Голи      | Матчі  | Голи   |
| Англія                 | Англія                   | Англія                 | Ліга   | Ліга   | Кубок Англії    | Кубок Англії    | Кубок шотландської ліги | Кубок шотландської ліги | Європа    | Європа    | Всього | Всього |
| ---------------------- | ------------------------ | ---------------------- | ------ | ------ | --------------- | --------------- | ----------------------- | ----------------------- | --------- | --------- | ------ | ------ |
| 2001–02                | «Дарлінгтон» (оренда)    | Третій дивізіон        | 4      | 0      | 0               | 0               | 0                       | 0                       | -         | -         | 4      | 0      |
| Шотландія              | Шотландія                | Шотландія              | Ліга   | Ліга   | Кубок Шотландії | Кубок Шотландії | Кубок шотландської ліги | Кубок шотландської ліги | Європа    | Європа    | Всього | Всього |
| 2001–02                | «Гіберніан» (оренда)     | Прем'єр-ліга           | 11     | 0      | 0               | 0               | 1                       | 0                       | -         | -         | 12     | 0      |
| Англія                 | Англія                   | Англія                 | League | League | Кубок Англії    | Кубок Англії    | Кубок англійської ліги  | Кубок англійської ліги  | Європа    | Європа    | Всього | Всього |
| 2002–03                | «Ковентрі Сіті» (оренда) | Перший дивізіон        | 36     | 0      | 2               | 0               | 3                       | 0                       | -         | -         | 41     | 0      |
| 2003–04                | «Дербі Каунті» (оренда)  | Перший дивізіон        | 9      | 0      | 0               | 0               | 1                       | 0                       | -         | -         | 10     | 0      |
| Шотландія              | Шотландія                | Шотландія              | Ліга   | Ліга   | Кубок Шотландії | Кубок Шотландії | Кубок шотландської ліги | Кубок шотландської ліги | Європа    | Європа    | Всього | Всього |
| 2003–04                | «Гіберніан»              | Прем'єр-ліга           | 17     | 1      | 0               | 0               | 2                       | 0                       | -         | -         | 19     | 1      |
| 2004–05                | «Гіберніан»              | Прем'єр-ліга           | 37     | 3      | 4               | 1               | 3                       | 0                       | 1         | 0         | 45     | 4      |
| 2005–06                | «Гіберніан»              | Прем'єр-ліга           | 34     | 1      | 4               | 1               | 1                       | 0                       | 2         | 0         | 41     | 2      |
| «Гіберніан» всього     | «Гіберніан» всього       | «Гіберніан» всього     | 88     | 5      | 8               | 2               | 6                       | 0                       | 3         | 0         | 105    | 7      |
| 2006–07                | «Селтік»                 | Прем'єр-ліга           | 21     | 0      | 2               | 0               | 1                       | 0                       | 4         | 0         | 28     | 0      |
| 2007–08                | «Селтік»                 | Прем'єр-ліга           | 35     | 1      | 4               | 1               | 2                       | 0                       | 10        | 0         | 51     | 2      |
| 2008–09                | «Селтік»                 | Прем'єр-ліга           | 36     | 3      | 2               | 1               | 3                       | 0                       | 6         | 0         | 47     | 4      |
| 2009–10                | «Селтік»                 | Прем'єр-ліга           | 14     | 1      | 0               | 0               | 2                       | 0                       | 8         | 0         | 24     | 1      |
| «Селтік» всього        | «Селтік» всього          | «Селтік» всього        | 106    | 5      | 8               | 2               | 8                       | 0                       | 28        | 0         | 150    | 7      |
| Англія                 | Англія                   | Англія                 | Ліга   | Ліга   | Кубок Англії    | Кубок Англії    | Кубок англійської ліги  | Кубок англійської ліги  | Європа    | Європа    | Всього | Всього |
| 2009–10                | «Віган Атлетік»          | Прем'єр-ліга           | 16     | 2      | 1               | 0               | 0                       | 0                       | -         | -         | 17     | 2      |
| 2010–11                | «Віган Атлетік»          | Прем'єр-ліга           | 23     | 0      | 2               | 0               | 1                       | 0                       | -         | -         | 26     | 0      |
| 2011–12                | «Віган Атлетік»          | Прем'єр-ліга           | 36     | 3      | 1               | 0               | 0                       | 0                       | -         | -         | 37     | 3      |
| 2012–13                | «Віган Атлетік»          | Прем'єр-ліга           | 25     | 1      | 0               | 0               | 1                       | 0                       | -         | -         | 26     | 1      |
| 2013–14                | «Віган Атлетік»          | Чемпіоншип             | 2      | 0      | 1               | 0               | 0                       | 0                       | -         | -         | 3      | 0      |
| 2014–15                | «Віган Атлетік»          | Чемпіоншип             | 0      | 0      | 0               | 0               | 0                       | 0                       | -         | -         | 0      | 0      |
| «Віган Атлетік» всього | «Віган Атлетік» всього   | «Віган Атлетік» всього | 102    | 6      | 5               | 0               | 2                       | 0                       | 0         | 0         | 109    | 6      |
| За карьеру             | За карьеру               | За карьеру             | 355    | 16     | 23              | 4               | 21                      | 0                       | 31        | 0         | 430    | 20     |

## Виступи за збірні
Протягом 2001–2003 років залучався до складу молодіжної збірної Шотландії. На молодіжному рівні зіграв у 19 офіційних матчах, забив 2 голи.
2002 року дебютував в офіційних матчах у складі національної збірної Шотландії. Протягом кар'єри у національній команді, яка тривала 12 років, провів у формі головної команди країни 55 матчів, забивши 2 голи.
| Збірна Шотландії | Збірна Шотландії | Збірна Шотландії |
| Рік              | Матчі            | Голи             |
| ---------------- | ---------------- | ---------------- |
| 2002             | 4                | 0                |
| 2003             | —                | —                |
| 2004             | 9                | 1                |
| 2005             | 4                | 0                |
| 2006             | 6                | 1                |
| 2007             | 2                | 0                |
| 2008             | 6                | 0                |
| 2009             | 5                | 0                |
| 2010             | 2                | 0                |
| 2011             | 8                | 0                |
| 2012             | 7                | 0                |
| 2013             | 2                | 0                |
| Total            | 55               | 2                |

## Кар'єра тренера
Розпочав тренерську кар'єру відразу ж по завершенні кар'єри гравця, 2015 року, очоливши тренерський штаб клубу «Віган Атлетік», де пропрацював з 2015 по 2016 рік.
В подальшому тренував команду «Честерфілд»а.
З 2018 року повернувся до Шотландії, де очолив тренерський штаб команди «Партік Тісл».

## Титули і досягнення

### Як гравця
- Чемпіон Шотландії (2):

«Селтік»: 2006-07, 2007-08
- Володар Кубка Шотландії (1):

«Селтік»: 2006-07
- Володар Кубка шотландської ліги (1):

«Селтік»: 2008-09
- Володар Кубка Англії (1):

«Віган Атлетік»:  2012-13

### Як тренера
- Переможець Першої ліги Англії (1):

«Віган Атлетік»: 2015-16

### Особисті
- Гравець 2009 року за версією Шотландської асоціації футбольних журналістів